# Донецкая, Фёкла Ивановна
Фёкла Ива́новна Доне́цкая (урождённая Лозо́вская; 1855, Волынская губерния — 22 марта 1889, Вятка) — деятельница народнического движения дворянского происхождения, учительница, позже фельдшер. Была участницей «Кружка американцев» и «Киевской коммуны», занималась революционной пропагандой среди крестьян в Черниговской губернии. Жена народника Василия Донецкого, состояла в близких отношениях с другим революционером — Иваном Ходько. Привлекалась к дознанию во время «Большого процесса», но дело её было закрыто в административном порядке с установлением особого надзора.
В 1879 году была выслана в Сибирь, где познакомилась со многими ссыльными народниками. По окончании срока ссылки ей было запрещено проживание в крупнейших городах России, поэтому Донецкая жила в Вятской губернии (Вятка, Глазов), Екатеринбургской губернии (Ирбит). В ссылке окончила фельдшерские курсы и работала в земской больнице. Умерла от брюшного тифа, ухаживая за больным. Была близкой подругой писателей Григория Мачтета и Владимира Короленко, состояла с ними в переписке. Владимир Короленко наделил чертами характера Фёклы Донецкой главную героиню очерка «Чудная» в его поздней редакции.

## Биография

### Народническая деятельность

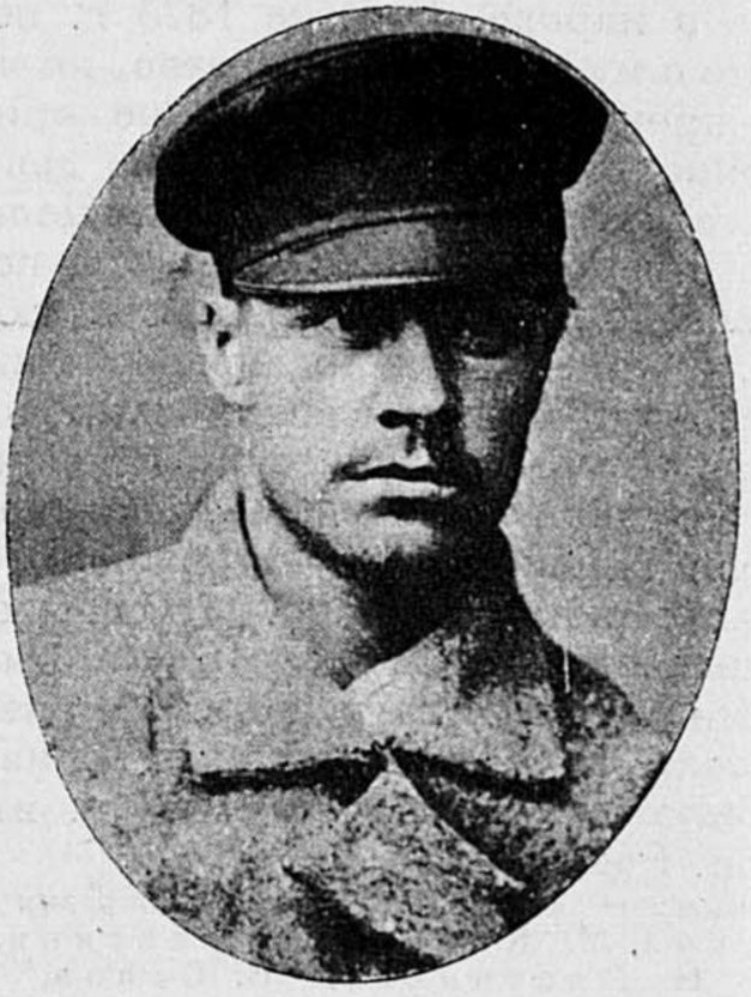
Василий Донецкий, муж Фёклы

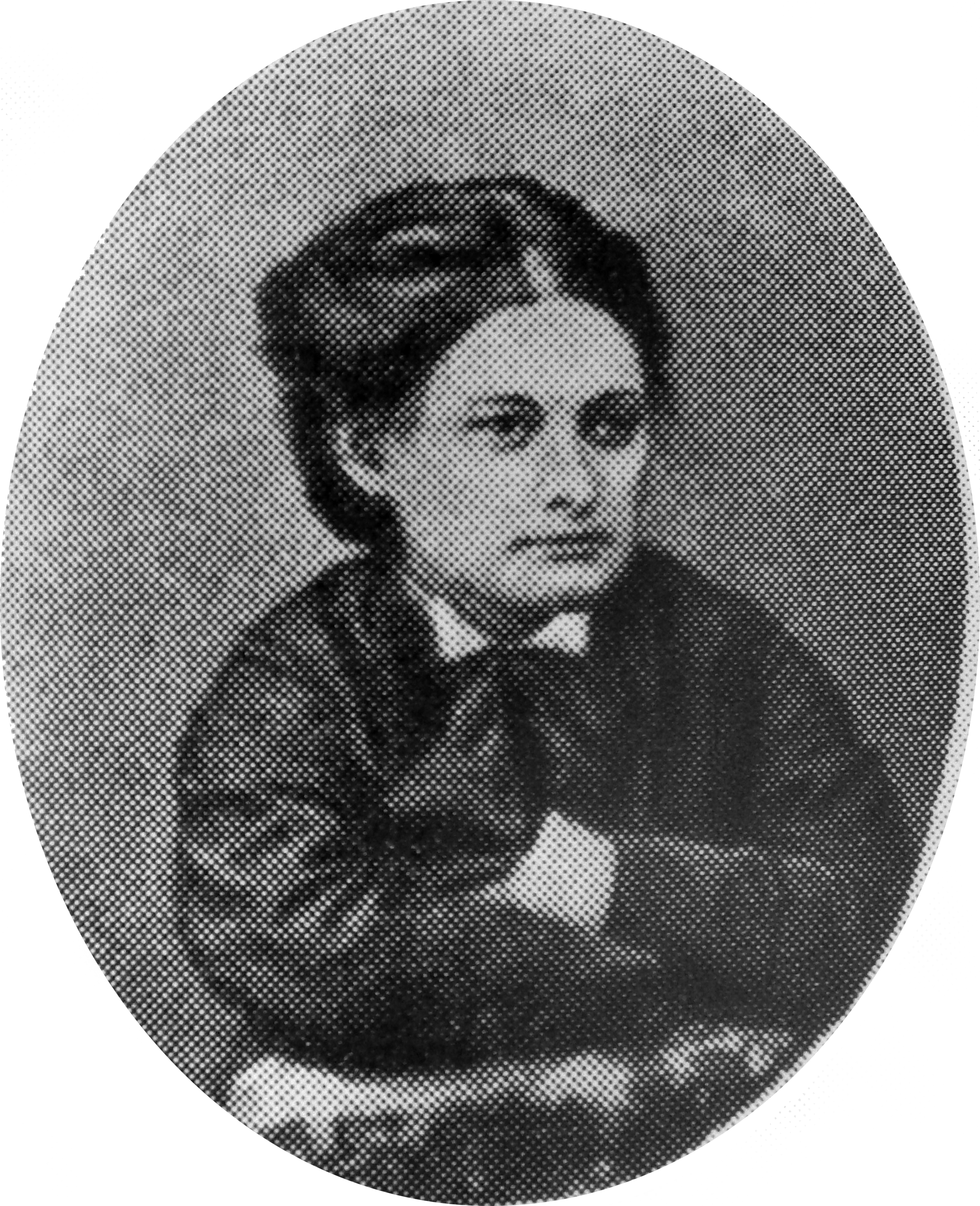
Фотография Фёклы Донецкой. 1880 год

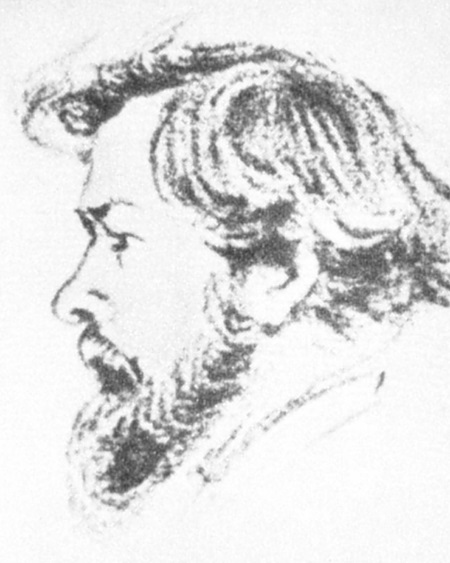
Владимир Короленко. Портрет Иллариона Короленко. 1879 год

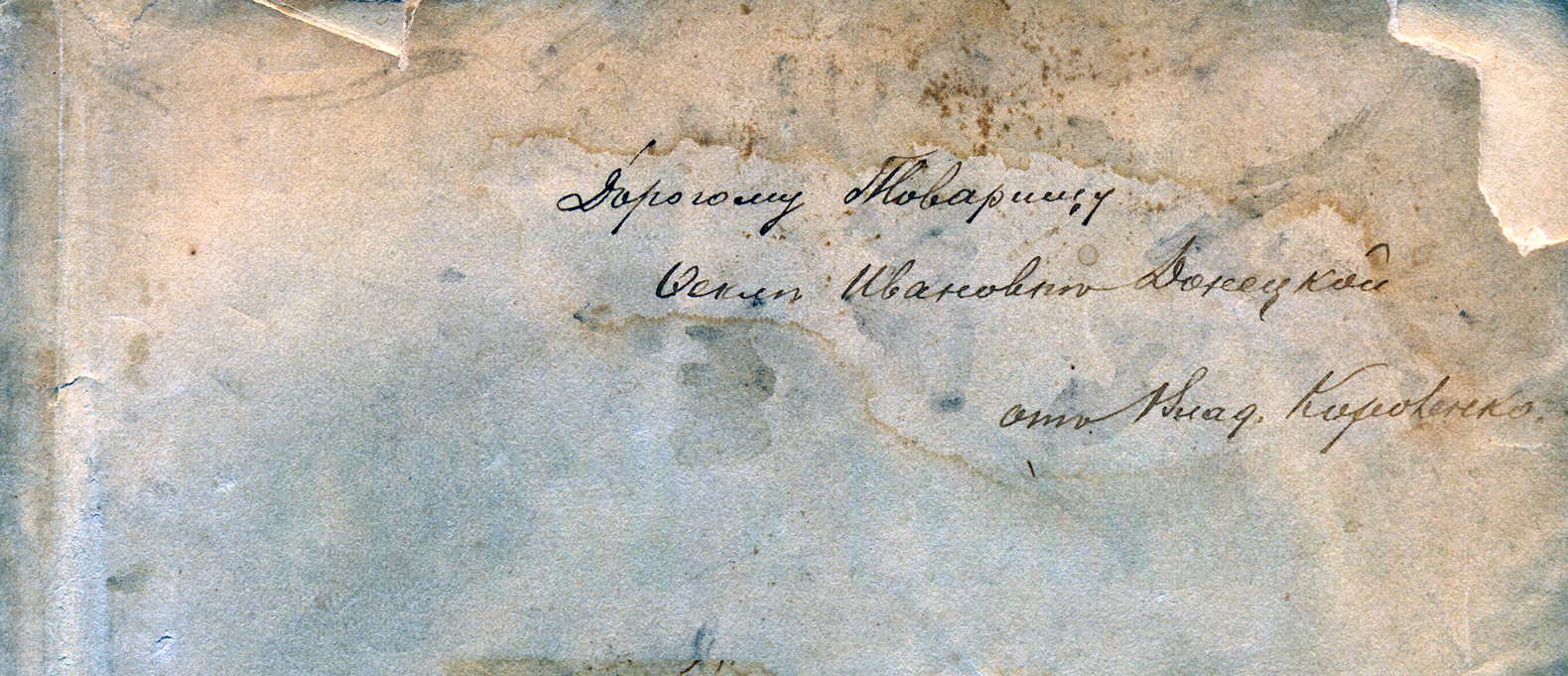
Посвящение Фёкле Донецкой от Владимира Короленко

Фёкла Ивановна происходила из обедневшей дворянской семьи Лозовских. Родилась в 1855 году на Волыни. В раннем возрасте осталась круглой сиротой.
Училась преимущественно дома, в женской гимназии проучилась несколько месяцев. Именно в это время заинтересовалась идеями народничества. Жила в Киеве, входила в состав местного народнического «Кружка американцев», планировала поехать в Америку вместе с писателем-народником Григорием Мачтетом, но по неизвестным причинам осталась. С Мачтетом и дальше поддерживала товарищеские отношения, известно об их переписке. Зимой 1873 года, вместе с народником Иваном Ходько, стала членом иного кружка — «Киевской Коммуны». В коммуне Фёкла познакомилась со своим будущим мужем — Василием Донецким. Вскоре после свадьбы его арестовали и приговорили к пяти годам каторги. Во время пребывания в тюрьме он сошёл с ума. Согласно сведениям писателя Петра Кошеля, брак был фиктивным и предназначался для освобождения Фёклы «от родительских прав для революционного дела», сами супруги виделись только раз — в церкви во время венчания.
Осенью 1873 года Фёкла начала работать учительницей в земской школе в селе Плиски, попечителем которой был Иван Петрункевич — видный земский деятель и в будущем известный кадетский публицист. Благодаря рекомендации Фёклы учителем в деревне Берестовец стал народник Иван Ходько. С последним Фёкла была в близких отношениях после того; на каникулах они вместе жили в Плисках. В октябре 1873 года Фёкла начала искать себе помощника для преподавания в школе. Она договорилась с народническим кружком братьев Жебунёвых, что это будет один из его членов. Однако, когда направленный от кружка человек прибыл в Киев, то узнал, что Фёкла уже имела помощника — Ивана Трезвинского, — одного из участников «Киевской коммуны». По одной из версий, Фёкла нашла Трезвинского благодаря рекомендации, по другой — Трезвинский сам нашёл Фёклу, узнав о вакансии из объявления, которое она вывесила в университете. Исследователь Сергей Буда считал более вероятной первую версию, подчёркивая, что Фёкла не могла взять себе помощником совершенно неизвестного ей человека. Кроме преподавания, народники вели революционную пропаганду среди крестьян. Сама Фёкла выполняла пропагандистскую работу очень осторожно. Вместе с Трезвинским, она читала крестьянам пропагандистские брошюры, в том числе рассказы из народной жизни «Дедушка Егор» М. К. Цебриковой и «Митюха» И. А. Худякова.
Деятельность народников привлекла внимание властей. Народник Андрей Франжоли, учитель в Фастовцах, посетил 28 июля 1874 года своего товарища Ивана Трезвинского и призвал того быть осторожным, поскольку за Трезвинским была установлена слежка. После того, как Франжоли ушёл, народники сожгли свою революционную литературу, больше всего которой было у Фёклы Донецкой. В конце августа деятельность пропагандистов была разоблачена из-за доноса учителя Георгия Трудницкого. Их товарищи из коммуны, узнав о планируемых арестах, послали Алексея Дробыш-Дробышевского предупредить народников в Плисках. Переночевав в селе, вестник вместе с Ходько покинул село 22 августа. Через один или два дня Фёкла также покинула село и поселилась в Киеве. В Плисках остался только Трезвинский, которого вскоре арестовали.
Фёкла Донецкая пыталась поддерживать связь с Трезвинским, которому в сентябре прислала письмо, наполненное, как отмечалось в полицейских рапортах, «условными выражениями». Её разыскали в феврале 1875 года. Привлекали к дознанию по Делу о пропаганде в Империи за участие в собраниях киевского кружка. Её допрашивали как свидетеля по делам других учителей. Следователей особенно интересовало, где именно скрывался Иван Ходько. Что касалось Трезвинского, Фёкла заявила, что не знала о его пропагандистской деятельности. Начальник Черниговского жандармского управления в служебной переписке высказал мнение, что Фёкла не могла не знать о деятельности Трезвинского. Допрошенные свидетели, среди которых был Андрей Франжоли, не указали на пропагандистскую деятельность Фёклы. Только один свидетель указал на эпизод, когда она читала ученикам тенденциозную книгу «Митюха». За неимением улик Фёклу не арестовывали, и она свободно жила в Киеве. Во время обыска, в августе 1875 года, на её квартире был найден тяжело больной Иван Ходько, который всё это время скрывался от правоохранителей. Дело Донецкой было закрыто 19 февраля 1876 года в административном порядке с установлением особого надзора.

### В ссылке
Донецкая проживала в Киеве, пока 8 апреля 1879 года не была выслана по приказу генерал-губернатора как политически неблагонадёжная сначала в Вологодскую губернию, а в июле 1880 — в Восточную Сибирь. В Томской пересыльной тюрьме она познакомилась со ссыльным народником Владимиром Короленко. 10 августа 1880 года она получила извещение, в котором её сибирскую ссылку заменили поселением в Вятской губернии. Часть обратного пути её также сопровождал Короленко, которого поселили в Перми.
В Вятку Фёкла прибыла 17 сентября 1880 года вместе с другой народницей — Верой Рогачёвой. 26 сентября её отправили в уездный город Нолинск, где она прожила около года. 17 июня 1881 года Донецкую вернули в Вятку. На её нолинский адрес написала письмо другая ссыльная-народница — Вера Панютина, в котором сообщала, что Владимира Короленко снова отправили в Сибирь. Однако это письмо, датированное тринадцатым августа, Донецкая не получила — канцелярия вятского губернатора не разрешила его пересылать. В Вятке Донецкая жила до 21 апреля 1882 года, пока её, как «крайне политически неблагонадёжную», не перевели в уездный город Котельнич. Там она познакомилась с другой сосланной народницей — Эвелиной Улановской. 30 декабря того же года, после утверждения просьбы Донецкой, её возвратили в Вятку. Позже она переехала в Глазов, где с 20 августа 1883 года до 17 августа 1884 года училась на курсах фельдшериц при местной земской больнице. Находясь в Глазове, много общалась с другим сосланным народником — Илларионом Короленко, младшим братом Владимира Короленко. В рапортах «охранки» отмечалось, что Донецкая «имеет знакомство со всеми политическими ссыльными». Особенно отмечали дружбу с Владимиром Короленко и Верой Рогачёвой.
Во время пребывания в Глазове Фёкле Донецкой пришло сообщение, что срок её ссылки был сокращён на один год, и она может покинуть место ссылки. Однако она попросила разрешить ей остаться в Глазове ещё на неделю, чтобы покинуть город вместе с другими народниками. Донецкая хотела вернуться в Киев, однако получила запрет на проживание в Санкт-Петербурге, Москве, Киеве и Санкт-Петербургской губернии. После такого запрета Фёкла решила остаться в Вятке.
Находясь в Вятке, Донецкая продолжила переписку с братьями Короленко и планировала их проведать в Нижнем Новгороде. В это же время, в 1885 году, она решила развестись с душевно больным мужем, который ещё с ноября 1880 года находился в Казанской психиатрической больнице. Фёкла написала ходатайство Вятскому полицмейстеру, чтобы получить разрешение покинуть город и посетить Казань и Нижний Новгород. Вечером, 30 июля, она покинула Вятку и уехала в Казань. Однако там узнала, что её мужа Василия отправили в Область Войска Донского. Из Казани она уехала в Нижний Новгород, где более месяца жила в семье Короленко. 5 сентября отправилась в обратный путь, в Казань — плыла на пароходе в сопровождении Владимира Короленко.
По возвращении в Вятку училась на местных фельдшерских курсах. Во время учёбы Донецкая жила в большой бедности, поэтому была вынуждена заниматься шитьём. Окончила обучение в 1887 году и уже в сентябре того же года стала фельдшером земской больницы в городе Ирбит. Позже получила разрешение работать фельдшером в Вятской губернской земской больнице. Ухаживая за больными, заразилась брюшным тифом и умерла 22 марта 1889 года. Была похоронена 24 марта в девятом квартале Вятского городского Иоанно-Богословского кладбища в присутствии учениц фельдшерских курсов, нескольких врачей и близких друзей. Коллеги Донецкой после её захоронения начали сбор средств на сооружение памятника. Как указано в Материалах к «Русскому провинциальному некрополю» по городу Вятке, на могиле Донецкой был установлен железный крест. В 1937 году кладбище было закрыто, а в 1950-е годы уничтожено, все захоронения на нём ликвидированы, и территория застроена новостройками. Позже, в 1970-х годах, исследователь Евгений Петряев констатировал, что её могила давно утеряна.
Некролог Донецкой был напечатан 2 апреля в газете «Казанский биржевой листок» за авторством О. Ветлужского. В вятской прессе смерть Фёклы почти не заметили. Только врачебный инспектор в своём сообщении в газете «Вятские губернские ведомости» от 14 июня написал, что в марте от брюшного тифа заразилось два человека, и оба они умерли.
Долгое время личность Фёклы оставалась малоисследованной. Интерес к ней привлекла находка в Кирове сборника произведений Владимира Короленко с дарственной надписью к Фёкле. Это был первый сборник очерков и рассказов писателя, изданный в 1886 году. На форзаце книги мелкими ровными буквами было написано: «Дорогому товарищу Фёкле Ивановне Донецкой от Влад. Короленко». Предполагается, что Короленко мог отослать книгу вскоре после написания письма Марии Селенкиной, которую он просил передать свой поклон Фёкле. После смерти Донецкой вещи покойной были поделены между её знакомыми, книга досталась фельдшеру-акушерке Анне Лупповой и хранилась в семье Лупповых, пока книгу не нашёл и обнародовал Евгений Петряев. Позже книга хранилась в Кировском литературном музее.

## Донецкая и Короленко
Наша возвращающаяся компания состояла из двух мужчин и четырёх женщин. Тут были, во-первых, супруги Вноровские, оба уже не очень молодые люди. Она (урождённая Мищенко) имела очень болезненный вид, и ей приходилось вдобавок кормить грудного ребёнка. Участь этого малютки была бы очень печальна, если бы, к его благополучию, в нашей партии не случилась другая мать, тоже с грудным ребёнком. Это была Вера Павловна Рогачёва, жена Рогачёва, осуждённого в каторгу по большому процессу. Сильная брюнетка несколько цыганского типа, она была женщина необыкновенно здоровая и отлично справлялась с кормлением обоих ребят. Третья женщина была Осинская, вдова казнённого террориста, четвёртая Фёкла Ивановна Донецкая, жена Донецкого, тоже заключённого в белгородскую пересылку и, как говорила, сошедшего там с ума.
Познакомившись с Владимиром Короленко в 1880 году, Фёкла Донецкая поддерживала дружеские отношения с писателем и его семьёй до самой своей смерти. Мария Селенкина в переписке с Короленко подчёркивала: «Фёкла Ивановна особенно Вашу матушку любила». Сам же Короленко в письмах к Селенкиной постоянно интересовался жизнью Донецкой и слал ей привет. Известно, что писатель и лично переписывался с Фёклой, однако его письма не сохранились, в отличие от писем самой Донецкой. Эти письма показывают, что Фёкла была духовно близка с писателем, хорошо понимала его творчество и любила его семью. Письма признаются исследователями как ценный источник для понимания отношения современников к творчеству Короленко. Также в письмах Фёкла упоминала о своей тоске по Украине:

Иногда до слёз хочется взглянуть ещё раз на Днепр и Днестр, взглянуть, а потом хоть в Пермь или к чёрту на кулички: всюду дело найдётся.
Письма хранятся в рукописном отделе Российской государственной библиотеки. Частично они были опубликованы исследовательницей Ниной Изергиной в 1973 году в её научной работе «К проблеме типичности образа героини рассказа В. Г. Короленко „Чудная“». В том же труде Изергина впервые высказала мнение, что главная героиня очерка Короленко «Чудная» имеет черты характера Фёклы. В первой версии очерка, написанного в Вышневолоцкой тюрьме, изображение главной героини базировалось исключительно на образе личности Эвелины Улановской. В более поздней версии очерка, изданного в 1905 году под названием «Командировка», образ героини стал собирательным. Считается, что к нему были добавлены черты характера Фёклы Донецкой, Веры Рогачёвой и сестёр Прасковьи, Александры и Евдокии Ивановских (последняя из них стала женой В. Г. Короленко). Как отмечала Изергина, на такую смену образа писателя подтолкнуло как собственное изучение деятельности народниц, так и переписка с Фёклой Донецкой и сёстрами Ивановскими. После изменения образа героини Короленко пришлось убрать из очерка посвящение Улановской и эпитеты, не подходящие к тому типу девушек, к которому принадлежали новые объекты вдохновения. Так, во многих местах произведения героиню перестали называть «бедной». Также Изергина считала, что когда автор описывал смерть своей героини, больной, но не сломленной, он вдохновлялся образом Фёклы Донецкой.
Также Владимир Короленко дважды вспоминал Фёклу Донецкую в автобиографическом произведении «История моего современника».

## Личность
Андрей Франжоли на допросе во время процесса 193-х характеризовал Донецкую как «посредственную учительницу».
Внешность Донецкой была описана царской охранкой в 1880 году: «26 лет, среднего роста, крепкого телосложения, волосы густые, чёрные, подстрижены, брови также чёрные, карие глаза, нос средний, узкий, рот обычный, зубы белые, все целы, подбородок круглый, лицо чистое, белое, на правой щеке чёрное родимое пятно».
Исследовательница Нина Изергина описала две известные фотографии Фёклы Донецкой, хранящиеся в Центральном государственном архиве Кировской области. На первой изображена красивая женщина двадцати пяти лет с косой, на второй, датируемой 1880 годом, изображена женщина двадцати семи лет с серьёзным, суровым взглядом открытых глаз.
Нина Изергина указывала, что современники тяжело восприняли смерть Фёклы и видели в ней образ новой женщины. В «Казанском биржевом листке» так характеризовали Фёклу:

Фёкла Ивановна представляла собой редкий тип русской женщины, всецело отдавшейся на служение обществу.

### Комментарии
1. ↑  Согласно биобиблиографическому словарю «Деятели революционного движения в России», она родилась около 1853 года.
2. ↑  Не совсем ясно, что подразумевает Пётр Кошель под «родительскими правами», если Фёкла с детских лет была сиротой. Возможно, речь идёт об устранении опекунского влияния на личную свободу Донецкой.
3. ↑  В литературе оно также называется «Большим процессом» и «процессом 193-х».